# Jenkinshelea setosiforceps
Jenkinshelea setosiforceps är en tvåvingeart som beskrevs av Eileen D. Grogan och Wirth 1981. Jenkinshelea setosiforceps ingår i släktet Jenkinshelea och familjen svidknott. Inga underarter finns listade i Catalogue of Life.